# Provincia de Azuero
La provincia de Azuero fue una división administrativa y territorial de la República de la Nueva Granada. Se creó el 8 de abril de 1850 segregando territorio de las provincias de Panamá y Veraguas, y estaba compuesta por los cantones de Parita, Los Santos y el distrito de Santa María. El primer gobernador de la provincia, don Juan Arosemena, fue nombrado por el Poder Ejecutivo de la Nueva Granada; pero desde 1853 los sucesivos Gobernadores eran elegidos en votación popular, y constaba de 7 diputados.
La Provincia de Azuero fue disuelta el 9 de marzo de 1855, agregando la mayor parte de su territorio a la de Veraguas.

## Historia
Habitada por ngäbes, además de topónimos de la región, nos han legado la cultura conocida actualmente como Gran Coclé, con estilos propios. De los ocho estilos de esta cultura, en esta provincia encontramos: el Cubitá, Parita, La Mula, Tonosí y Macaracas.
En 1849 fue segregado de la provincia de Veraguas el cantón de Alanje, con el cual se formó una nueva entidad política denominada provincia de Chiriquí. Un año más tarde se segregaron de la de Panamá los cantones de Parita, Los Santos y el distrito de Santa María con los cuales se creó la de Azuero.
Fungió como su primer gobernador Juan Arosemena. Le sucedió en 1852 don Antonio Baraya y a éste don José A. Sáez, cuya muerte sumió a la provincia en una gran anarquía por la disputa de poderes entre dos familias separadas por antagonismos más personales que políticos; la ciudad de Parita fue, entre muchas, ser víctima de asonadas, asaltos, combates y saqueos que originaron la ruina y el éxodo de muchas familias de esa población. El Congreso neogranadino, al tener conocimiento de los escándalos políticos ocurridos en la provincia de Azuero, la eliminó el 9 de marzo de 1855 agregando los distritos de Parita, Pesé, Macaracas, Las Minas, Ocú, y Santa María a la provincia de Veragua, en tanto el resto de su territorio fue anexado a la provincia de Panamá.

## Geografía

### Aspecto físico
La provincia de Azuero, se ubicaba en la península de Azuero, que se destaca en el lado Sur como un enorme retoño cuadrangular, que limita al Sudoeste el golfo de Panamá, es bien distinta de la cordillera del istmo por su relieve y sus alturas: de aquella está separada por sabanas que no pasan de 80 de altura, ni de 130 las colinas, en las que hay montículos aislados, poseyendo, además, un pequeño sistema orográfico, cuya más alta cumbre, cercana del promontorio sudoccidental, rebasa los 900 metros. Ya en época de la República de la Nueva Granada, se sabía que la península de Azuero hace parte de una cadena casi íntegramente submarina, desarrollada de un modo paralelo a la sinuosa cordillera de los istmos y que comprende las penínsulas de Nicoya, golfo Dulce y Burica, la isla de Coiba y el archipiélago de las Perlas. El Cerro Quemado, punto culminante de la península, mide 935; pero no está en el ramal principal, que es más bajo, sino en un macizo volcánico (a juzgar por las rocas que encierra), que surge a su lado, y de él perfectamente dividido por amplia depresión del suelo. El ramal principal mismo es doble, pues al N. no pasa de 465 metros y al Sur llega hasta 800 metros, separadas las dos porciones por depresión considerable.

### División territorial
La provincia durante su corta existencia estuvo dividida en dos cantones: Parita y Los Santos. Ambos estaban divididos en distritos parroquiales y aldeas, de la siguiente manera:
- Cantón de Parita: Parita, Macaracas, Minas, Ocú y Pesé.
- Cantón de Los Santos: Los Santos, Pedasí, Pocrí y Las Tablas.

## Demografía
Según el censo de 1851, la provincia contaba con 34.643 habitantes, de los cuales: 16.701 eran hombres y 17.942 eran mujeres.